# San Michele degli Scalzi
San Michele degli Scalzi je kostel v Pise, na náměstí San Michele degli Scalzi. Kostel je také známý jako San Michele degli Scalzi in Orticaia (nebo Orticaria).

## Historie
Budova byla postavena na pozemku blízko řeky Arno. První zmínky o oratoři pocházejí z roku 1025. Ke kostelu byl roku 1178 připojen konvent kongregace benediktinských mnichů Santa Maria da Pulsano. Při této příležitosti proběhla první renovace stavby, dokončená 1204.
Roku 1412 přešel komplex pod správu řádových sester z Paradisa (blízko Florencie). Za druhé světové války byl kostel několikrát bombardován a roku 1949 postižen záplavou. Současná stavba je vyztužená železobetonem.

## Budova
Budova má strukturu románské baziliky: půlkruhová apsida, tři chrámové lodě, oddělené sloupovím s románskými hlavicemi.
Nedokončená fasáda je ve spodní části tvořená mramorovými obklady (z blízkých lomů v San Giulianu).
Má tři portály: hlavní s architrávem s výjevem andělské hierarchie od byzantského umělce. Zvonice čtvercového půdorysu má základy z kamene, horní patra jsou cihlová.